# Alika
Alika is een monotypisch geslacht van nachtvlinders van de familie Noctuidae.